# 중국 인민해방군 주홍콩부대
중국인민해방군 주홍콩부대(중국어 정체자: 中國人民解放軍駐香港部隊, 병음: Zhōngguó Rénmín Jiěfàngjūn Zhù Xiānggǎng Bùduì, 한자음: 중국 인민해방군 주향항부대, 영어: People's Liberation Army Hong Kong Garrison)는 홍콩의 방위를 맡기 위해 중화인민공화국에서 파견되어 홍콩섬 완자이 인민해방군 주홍콩부대빌딩에 본부를 두고 있는 주둔부대이다. 줄여서 解放軍駐港部隊, 해방군 주항부대나 香港駐軍, 주항부대로 부른다.

## 개요
인민해방군 주홍콩부대의 지휘권은 중국공산당 중앙군사위원회가 맡고 있다. 그래서 주둔할 때 드는 돈도 중앙 정부가 맡고 있다. 홍콩 행정 장관에게는 필요할 때 중국 공산당을 통해 부대 출동을 요청할 수 있는 권리가 주어져 있다.

## 역사
1993년부터 부대 설립이 추진되어 1996년 1월 28일 심천에 부대와 기지가 세워졌다. 1996년 12월 30일, 전국 인민 대표 회의에 의해 홍콩주군법이 만들어졌다. 이 법의 제정으로 주홍콩부대는 홍콩의 법률을 준수해야 하는 의무가 생겼다.
1997년 7월 1일에는 홍콩 반환 협정에 따라 인민해방군 부대가 홍콩에 진주하였다. 하지만 7월 1일 오전 0시 정각까지 부대 진주를 완료시키고 싶은 중국 공산당 측과 6월 30일 오후 11시 59분까지 영국군을 주둔시키고 싶은 영국측이 의견 대립을 한 끝에 6월 30일과 7월 1일 두 차례에 걸쳐 중공군이 진주를 하기로 합의하였다. 현재에도 심천 등지에는 주홍콩부대의 대륙측 기지가 운영되고 있다.

## 사진첩

비장(臂章)
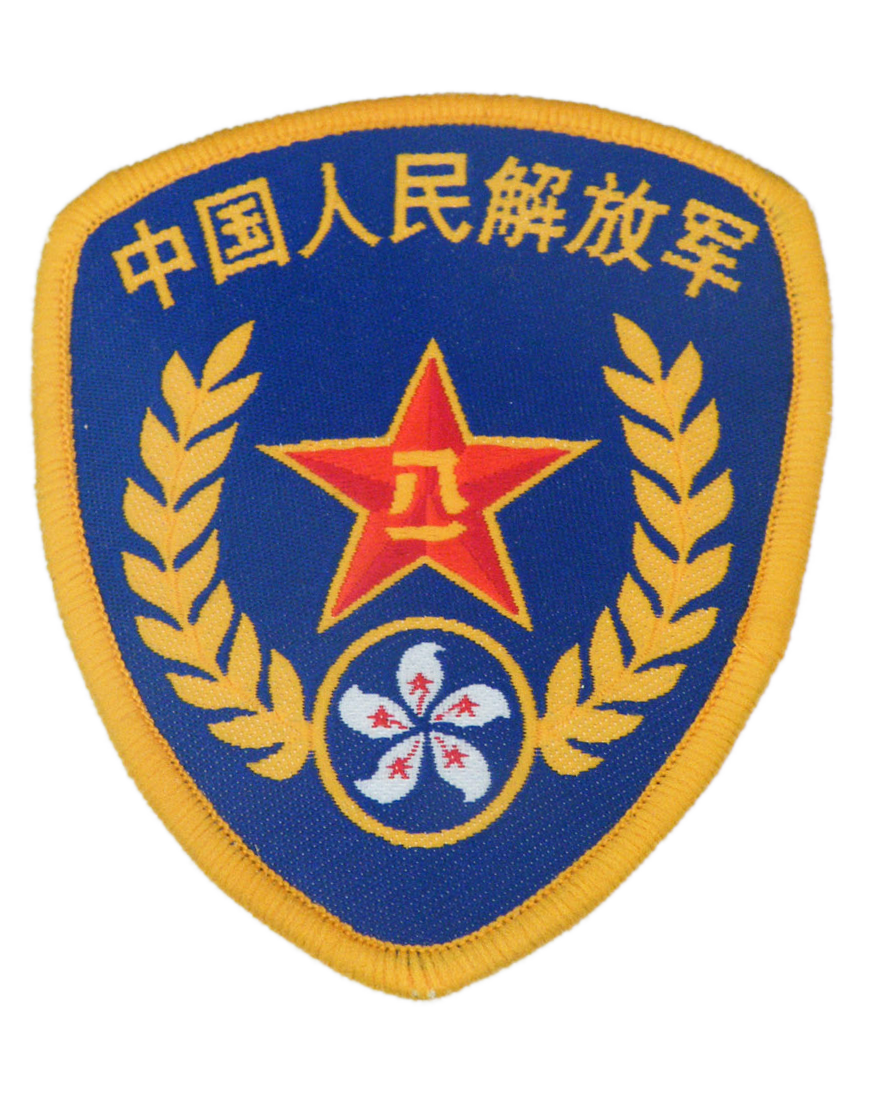
주홍콩부대의 옛 비장 (1997년~2007년)
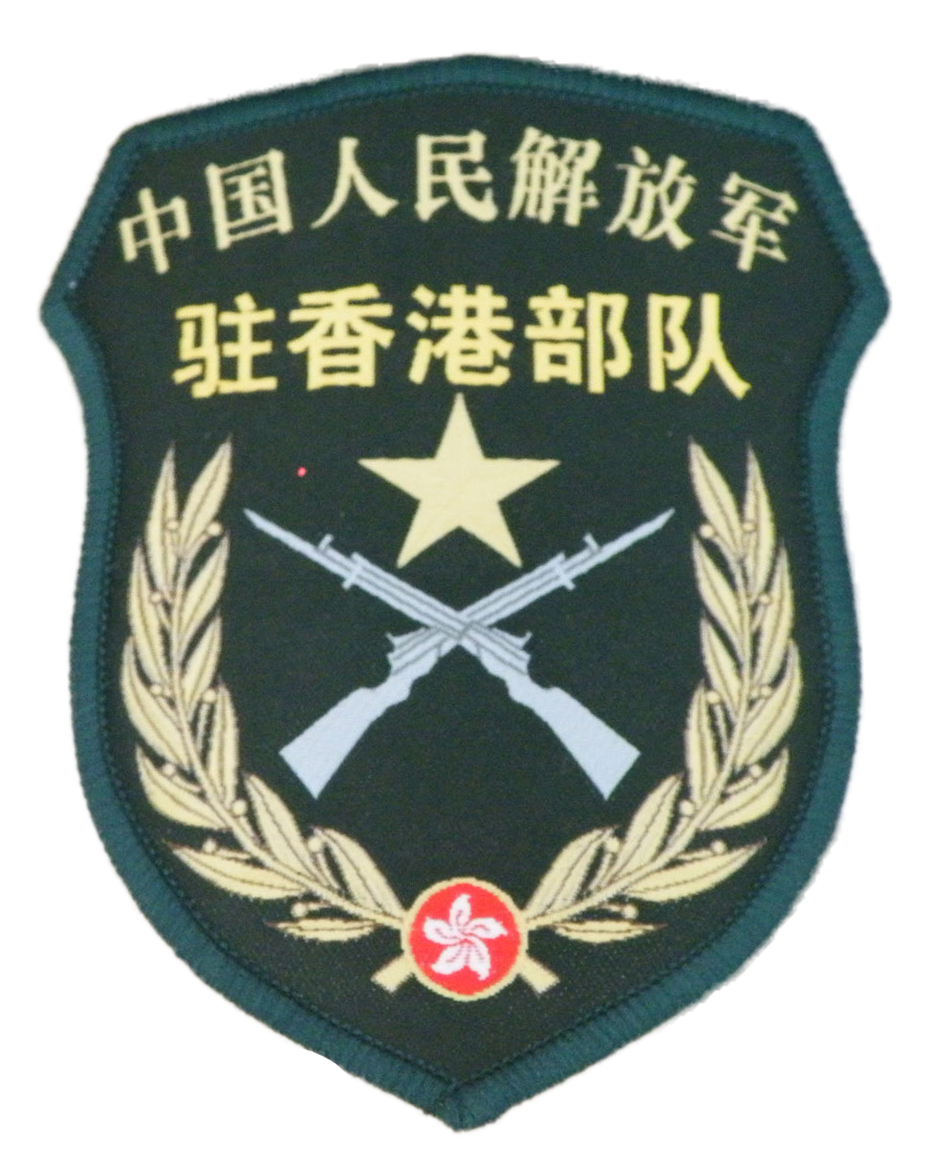
주홍콩부대 육군의 옛 비장 (2007년~2015년)
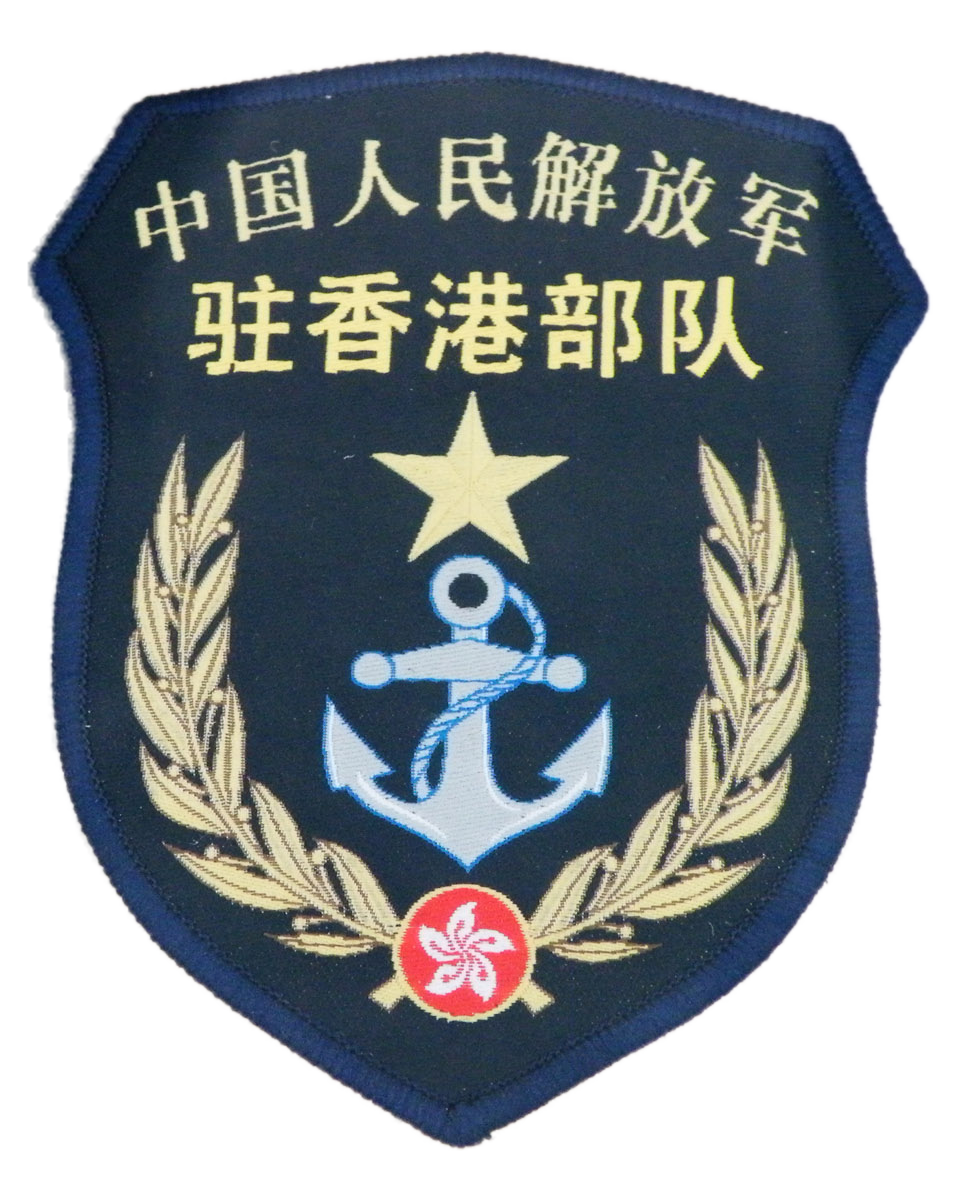
주홍콩부대 해군의 옛 비장 (2007년~2015년)
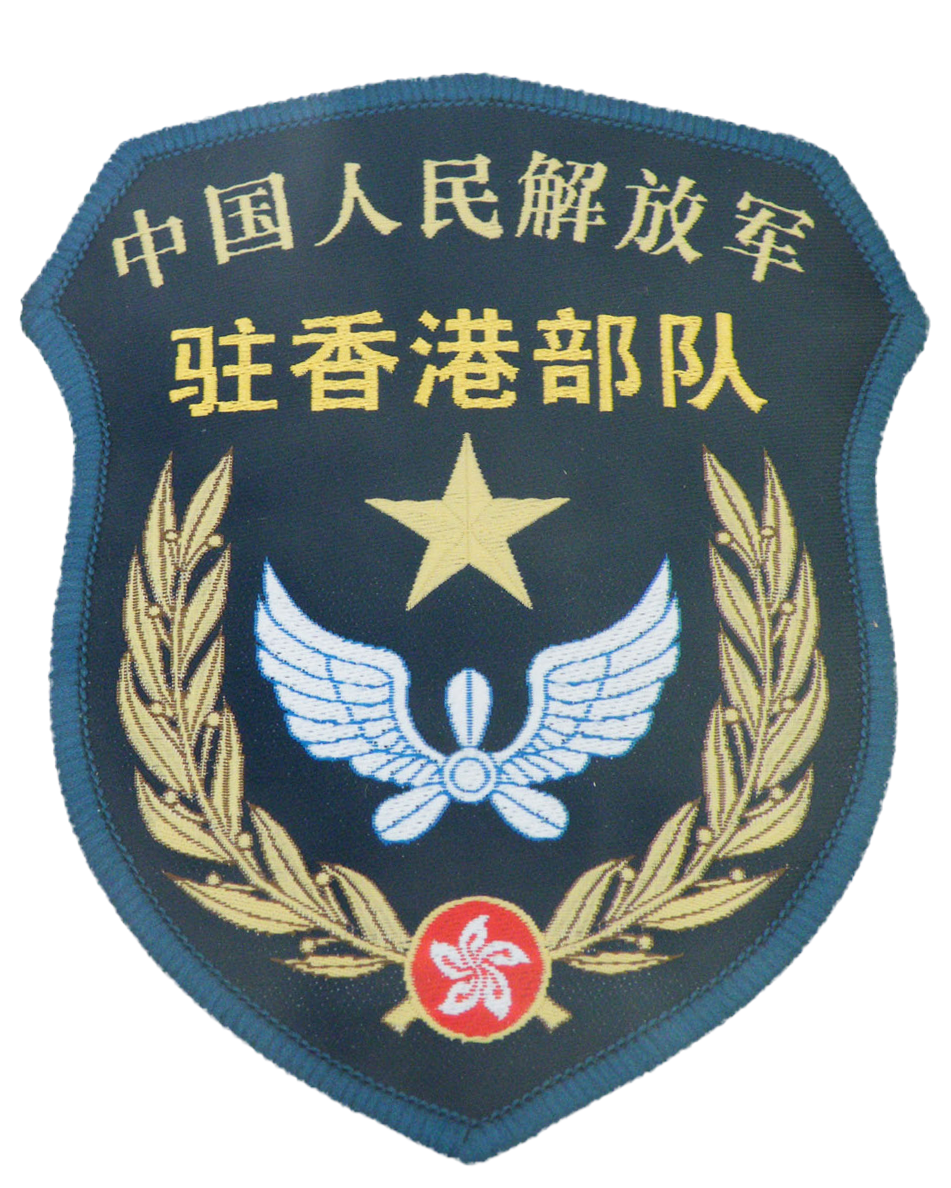
주홍콩부대 공군의 옛 비장 (2007년~2015년)
주홍콩부대 육군의 현용 비장, 2015년 공개됨.
주홍콩부대 해군의 현용 비장, 2015년 공개됨.
주홍콩부대 공군의 현용 비장, 2015년 공개됨.

## 편제
- 육군: 駐香港部隊合成旅 주홍콩부대 합성여단[*][1]
- 해군: 駐香港部隊艦艇大隊 주홍콩부대 함정대대[*]
- 공군
  - 駐香港部隊航空兵團 주홍콩부대 항공병단[*] (육군부대원 포함)
  - 駐香港部隊防空營 주홍콩부대 방공대대[*]
- 기지
  - 駐香港部隊後勤基地 주홍콩부대 후근기지[*]
  - 駐香港部隊訓練基地 주홍콩부대 훈련기지[*]

## 같이 보기
- 홍콩의 군사사
- 주홍콩 영국군
- 홍콩 반환

## 인용
1. ↑  2017년 전에는 駐香港部隊步兵旅 주홍콩부대 보병여단[*].